# Miguel Latín
Miguel Ángel Latín Carrasco (Llay-Llay, Chile, 27 de julio de 1968) es un exfutbolista chileno. Jugaba de defensa y militó en diversos clubes de Chile. A fines del año 2013 fue Director Técnico de Deportes Temuco en la Primera B de Chile.

## Selección nacional
En 1987 fue convocado por el entrenador de la Selección Chilena sub-20 Luis Ibarra, para disputar el Campeonato Sudamericano Sub-20 de 1987, donde jugó 3 partidos y no anotó goles. Posteriormente sería convocado por el mismo entrenador para disputar la Copa Mundial Sub-20 disputada en Chile el mismo año, donde Chile quedó en cuarto lugar, jugando 6 partidos, 3 viniendo desde la banca.
Tras sus buenas actuaciones con Deportes Temuco, en 1994 fue nominado por Mirko Jozic para la selección absoluta, donde disputó dos partidos ante Arabia Saudita, en donde disputó un total de 47 minutos.

### Participaciones en Copas del Mundo
| Mundial                                | Sede  | Resultado    | Partidos | Goles |
| -------------------------------------- | ----- | ------------ | -------- | ----- |
| Copa Mundial de Fútbol Juvenil de 1987 | Chile | Cuarto lugar | 6        | 0     |

### Participaciones en Sudamericanos Sub-20
| Copa                                   | Sede     | Resultado      |
| -------------------------------------- | -------- | -------------- |
| Campeonato Sudamericano Sub-20 de 1987 | Colombia | Fase de grupos |

### Partidos internacionales
| Partidos internacionales | Partidos internacionales | Partidos internacionales               | Partidos internacionales | Partidos internacionales | Partidos internacionales | Partidos internacionales | Partidos internacionales | Partidos internacionales | Partidos internacionales |
| N.º                      | Fecha                    | Estadio                                | Local                    | Resultado                | Visitante                | Goles                    | Asistencias              | DT                       | Competición              |
| ------------------------ | ------------------------ | -------------------------------------- | ------------------------ | ------------------------ | ------------------------ | ------------------------ | ------------------------ | ------------------------ | ------------------------ |
| 1                        | 26 de marzo de 1994      | Estadio Rey Fahd, Riad, Arabia Saudita | Arabia Saudita           | 0-2                      | Chile                    |                          |                          | Mirko Jozić              | Amistoso                 |
| 2                        | 29 de marzo de 1994      | Estadio Rey Fahd, Riad, Arabia Saudita | Arabia Saudita           | 2-2                      | Chile                    |                          |                          | Mirko Jozić              | Amistoso                 |
| Total                    | Total                    | Total                                  | Presencias               | 2                        | Goles                    | 0                        |                          |                          |                          |

| Selección chilena | Selección chilena | Selección chilena |
| Año               | Partidos          | Goles             |
| ----------------- | ----------------- | ----------------- |
| 1994              | 2                 | 0                 |
| Total             | 2                 | 0                 |

## Clubes

### Como jugador
| Club               | País  | Año       |
| ------------------ | ----- | --------- |
| Santiago Wanderers | Chile | 1988-1990 |
| Unión Española     | Chile | 1991      |
| Deportes Temuco    | Chile | 1992-1996 |
| Colo Colo          | Chile | 1997      |
| Deportes Temuco    | Chile | 1998      |
| Deportes La Serena | Chile | 1999      |
| Deportes Temuco    | Chile | 2000-2001 |

### Como entrenador
| Club            | País  | Año  |
| --------------- | ----- | ---- |
| Unión Temuco    | Chile | 2011 |
| Deportes Temuco | Chile | 2013 |

## Palmarés

### Como jugador

#### Campeonatos nacionales
| Título           | Club            | País  | Año           |
| ---------------- | --------------- | ----- | ------------- |
| Primera División | Colo-Colo       | Chile | Clausura 1997 |
| Primera B        | Deportes Temuco | Chile | 2001          |